# Chất độn
Chất độn là chất cho vào hợp chất compozit để làm tăng tính cơ học, giảm giá thành sản phẩm, kết dính, chống mòn... cho vật liệu compozit.
Chất độn gồm nhiều loại thường ở dạng bột. Các chất độn hay dùng như than đen kỹ thuật, than hoạt tính...
Khi cho chất độn vào hợp chất compozit thì làm cho tính cơ học của sản phẩm tăng lên. Sản phẩm sẽ bền hơn, tuy nhiên không nên cho chất độn vào nhiều quá mà phải cho đúng theo tỉ lệ thích hợp.